# Regauer Alm
Die Regauer Alm (auch: Einbachalm) ist eine Alm im Ortsteil Niederaudorf der Gemeinde Oberaudorf.
Die Almhütten auf der Regauer Alm stehen unter Denkmalschutz und sind unter den Nummern D-1-87-157-99 und D-1-87-157-100 in die Bayerische Denkmalliste eingetragen.

## Baubeschreibung
Beim südlicheren Gebäude auf der Regauer Alm handelt es sich um einen Massivbau mit Satteldach. Die Firstpfette ist mit dem Jahr 1862 bezeichnet, das Bauwerk ist im Kern jedoch älter.
Das nördlichere Gebäude, die sogenannte Vordere Einbachalm ist ein Massivbau mit Schopfwalmdach, hohem hölzernem Kniestock, verschindeltem Giebel und einer Hochlaube. Das Gebäude wurde 1848 erbaut.

## Heutige Nutzung
Die Regauer Alm wird landwirtschaftlich genutzt, ist jedoch nicht bewirtet.

## Lage
Die Regauer Alm befindet sich im nördlichen Teil des Mangfallgebirges zwischen Jochstein und Mitterberg auf einer Höhe von 910 m ü. NN.